# شهرام پوراسد
شهرام پوراسد (به انگلیسی: Shahram Pourassad)، (زاده ۲۵ مرداد ۱۳۴۷ در تهران) هنرمند و بازیگر ایرانی است. وی فعالیت‌های حرفه‌ای خود را در زمینه‌های بازیگری، کارگردانی، موسیقی، عکاسی و نقاشی از دوران کودکی آغاز کرد.
او نوازندگی ویلن را در سبک‌های کلاسیک و ایرانی نزد استادانی چون علی تجویدی، فرید فرجاد و داود گنجه‌ای فرا گرفت. پوراسد پس از تعلیم خوانندگی اپرا زیر نظر استاد حسین سرشار و استاد گورگن موسسیان، سالیان متمادی با ارکستر سمفونیک تهران همکاری کرد.
پدر شهرام پوراسد از اساتید و مدرسین عکاسی نوین علمی در ایران بود و این انگیزه‌ای برای وی شد تا دوره‌های تخصصی عکاسی را در ایران و آلمان بگذراند که به برگزاری نمایشگاه‌های موفقیت‌آمیز عکاسی او در دهه ۱۳۶۰ انجامید.
او پس از تجربیات مختلف هنری، برای تکمیل دانش خود در زمینه‌های موسیقی، عکاسی، سینما و تئاتر به آلمان رفت. پس از بازگشت به ایران، در رشته‌های بازیگری، کارگردانی و مهندسی معماری تحصیل کرد و دارای مدرک کارشناسی از دانشگاه هنر و معماری تهران است.
پوراسد در سال ۱۳۷۱ در اولین فیلم سینمایی خود به نام "آخرین شناسایی" ایفای نقش کرد. وی در دوران تحصیل از محضر اساتیدی چون حمید سمندریان، رکن‌الدین خسروی، بهرام بیضایی، محمود دولت‌آبادی، فرهاد ناظرزاده کرمانی و احمد دامود بهره برد.
او در کنار فعالیت‌های بازیگری در سینما، تلویزیون و تئاتر، به عنوان گوینده و صداپیشه در رادیو نیز فعالیت کرد. از دستاوردهای بین‌المللی او می‌توان به فیلم "کاغذ خروس نشان" اشاره کرد که در سال ۲۰۱۴ جایزه صلح جشنواره شیکاگو را دریافت کرد.
پوراسد به تدریس در زمینه‌های مختلف هنری پرداخته و هم‌اکنون به عنوان مهندس معمار نیز مشغول به کار است.

## فیلم شناسی
سینمایی
- رنج و سرمستی (۱۳۹۲)[۱۰][۱۱]
- کاغذ خروس نشان (۱۳۹۰)
- شهر اسفنجی (۱۳۹۰)
- منفی هجده[۱۲] (۱۳۸۶)
- شهرت (۱۳۷۹)[۱۳]
- فرار بزرگ (۱۳۷۶)[۱۴]
- لاک‌پشت (۱۳۷۵)[۱۵][۱۶]
- شیرین و فرهاد (۱۳۷۴)[۱۷]
- آخرین شناسایی[۱۸][۱۹] (۱۳۷۲)

تلویزیونی
- ستایش[۲۰] (فصل سوم، ۱۳۹٨ سعید سلطانی)
- شب هزارویکم (۱۳۸۸ علی بهادر)
- شب می‌گذرد (۱۳۸۷ راما قویدل)
- آهوی ماه نهم[۲۱] (۱۳۸۳ مسعود نوابی)
- مسافر زمان[۲۲] (۱۳۸۲ مسعود نوابی)
- آبی مثل دریا[۲۳] (۱۳۸۱ ابوالقاسم معارفی)
- حامی[۲۴] (۱۳۸۱ بهمن زرین‌پور)
- صدایم کن[۲۵] (۱۳۷۹ احمد حسنی مقدم و مسعود نوابی)
- گم‌شده[۲۶] (۱۳۷۷ مسعود نوابی)
- فرار[۲۷] (۱۳۷۴ رحیم رحیمی پور)